# أليكس بولت
أليكس بولت (بالإنجليزية: Alex Bolt) مواليد 5 يناير 1993 في جنوب أستراليا في مدينة جسر مواري ، هو لاعب كرة مضرب أسترالي بدأ مسيرته كمحترف سنة 2009 يلعب باليد اليسرى. أعلى مركز له في تصنيف رابطة محترفي كرة المضرب في الفردي كان المركز الـ 125 في سنة 2019م، وأعلى تصنيف له في الزوجي كان المركز الـ 81 في سنة 2018م، ويشغل حاليا المركز الـ234.

## حياته الشخصية
ولد بولت في موراي بريدج ، جنوب أستراليا. بدأ لعب التنس في سن السابعة. وقضى أيضا وقتا في لعب القواعد الأسترالية لكرة القدم وكرة السلة طوال شبابه. خلال فترة توقفه عن التنس في عام 2016، بدأ بولت لعب كرة القدم المحلية لفريق Mypolonga Tigers في دوري ريفر موراي لكرة القدم وعمل كباني سياج.

## روابط خارجية
- أليكس بولت على موقع رابطة محترفي التنس (الإنجليزية)
- أليكس بولت على موقع الاتحاد الدولي لكرة المضرب (الإنجليزية)
- أليكس بولت على موقع اتحاد التنس الأسترالي (الإنجليزية)
- أليكس بولت على موقع خلاصة التنس.كوم (الإنجليزية)
- أليكس بولت على موقع إي إس بي إن.كوم (الإنجليزية)